# Gel
Ein Gel ist ein disperses System, das aus mindestens zwei Komponenten besteht. Die feste Komponente bildet dabei ein schwammartiges, dreidimensionales Netzwerk, dessen Poren durch eine Flüssigkeit (Lyogel) oder ein Gas (Xerogel) ausgefüllt sind. Die flüssige Komponente ist dadurch in der festen immobilisiert. Ist das Netzwerk hochporös und Luft das eingelagerte Gas, so wird das Gel auch als Aerogel bezeichnet. Beide Komponenten durchdringen sich dabei vollständig (bikohärent). Diese Definition besitzt die höchste Verbreitung, eine allgemein anerkannte Definition gibt es nicht.

## Etymologie
Gel ist als Kurzwort für Gelatine durch Thomas Graham zu seiner heutigen Bedeutung gelangt. Gelee, also ein eingedickter Fleisch- oder Fruchtsaft, kommt vom französischen gelée, das wohl wie die Gelatine auf lateinisch gelu ‚Eis‘ zurückgeht.

## Aufbau des Netzwerks
Es wird allgemein zwischen Nebenvalenzgelen und Hauptvalenzgelen unterschieden. Das Netzwerk der Nebenvalenzgele beruht auf Dipol-Dipol-Kräften, Wasserstoffbrückenbindungen oder Coulomb-Kräften, das der Hauptvalenzgele hingegen auf kovalenten Atombindungen. Nebenvalenzgele sind hitzereversibel (z. B. Gele auf Pektin- oder Gelatinebasis).
Das Netzwerk kann dabei sowohl aus organischen als auch aus anorganischen Verbindungen gebildet werden.

## Rheologische Eigenschaften
Gele können als viskoelastische Fluide beschrieben werden. Ihre Fluideigenschaften liegen somit zwischen denen einer idealen Flüssigkeit und denen eines idealen Feststoffkörpers.
In der Rheologie wird einem viskoelastischen Fluid in der Regel dann Gelcharakter zugeschrieben, wenn der Betrag des Speichermoduls größer ist als der des Verlustmoduls, d. h. am Gelpunkt.

## Synthese
Die Bildung eines Gels wird allgemein als Gelierung bezeichnet, wobei dieser Begriff recht unterschiedliche Bereiche umfasst. Der Punkt im Syntheseprozess, ab dem man von einem Gel spricht, wird dabei als Gelpunkt bezeichnet.
Bei Lebensmitteln wird die Gelierung meist durch den Einsatz von Geliermitteln herbeigeführt.
Gel und Sol können sich ineinander umwandeln. Durch Peptisation wird aus einem Gel ein Sol und durch Koagulation wird aus einem Sol ein Gel.

## Verwendung
Gele können als Grundlagen für Arzneimittelzubereitungen, Füllmittel für Fahrradsattel und Gelbetten, Haargel zum Formen einer Frisur, sowie als leichtflüssige Kugelschreibertinte oder als Decorgel beim Backen verwendet werden. Auch natürliche Fette sind häufig Gele. Eine Anwendung finden Gele zudem als Matrix beim Trennungsverfahren der Gelelektrophorese. Pudding, Zahnpaste und feste Wandfarbe sind Gele.